# Tennisclub Kattenlaan

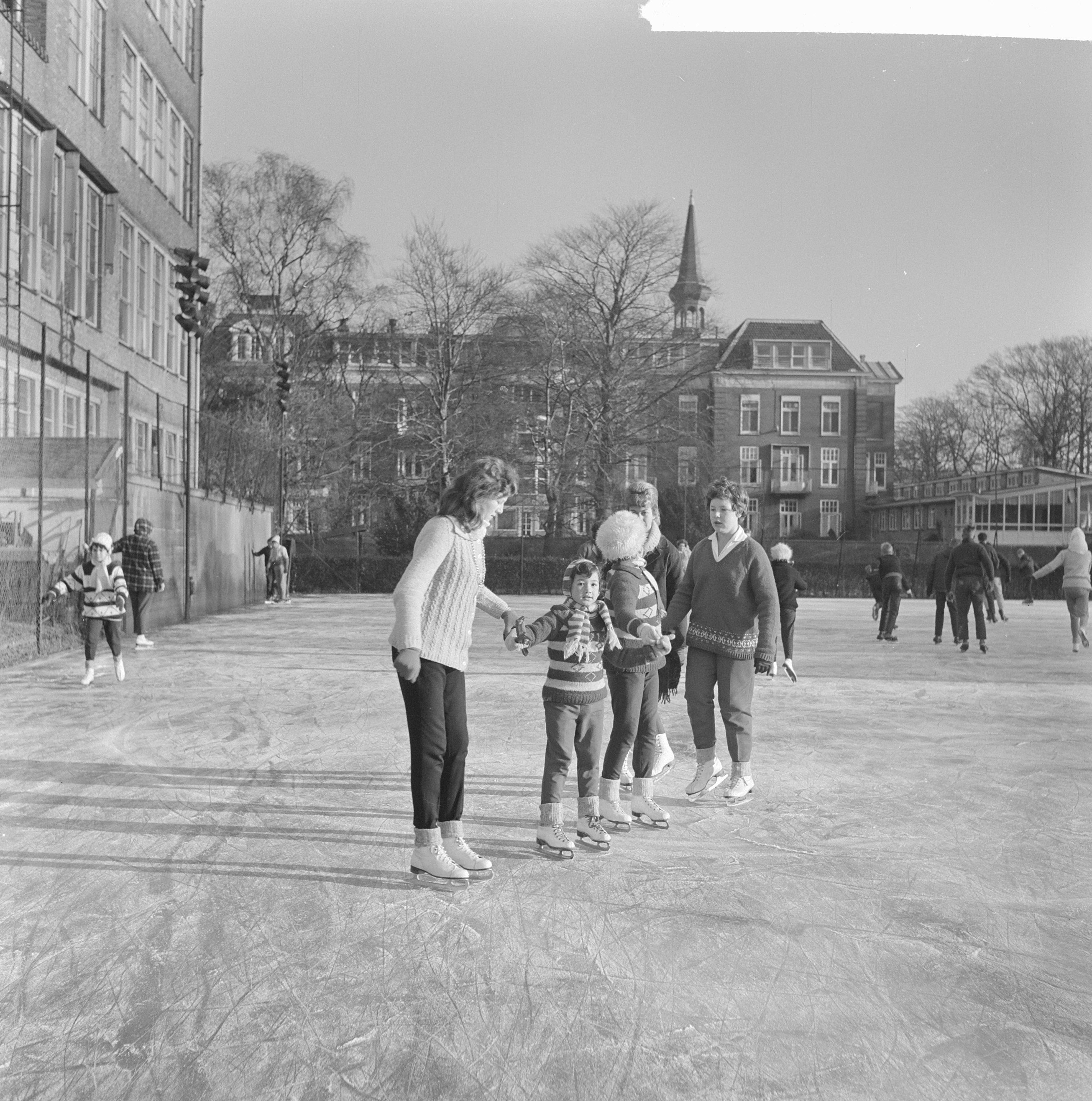
Schaatsen op tennisbanen aan de Kattenlaan, 23 december 1962

Tennisclub Kattenlaan (TC Kattenlaan; TCK) is een tennisvereniging in Amsterdam die op 19 juli 2006 werd opgericht.
De club speelt op het al langer bestaande tennisterrein Park 't Kattenlaantje. Dit ligt aan de Kattenlaan, die loopt tussen de Overtoom en het Vondelpark, waar de banen op uit kijken. Een steenworp verder liggen de banen van tennisvereniging Festina, die in 1904 zou zijn ontstaan op twee net aangelegde cementbanen aan de Kattenlaan.
Tennisclub Kattenlaan beschikt over vijf verlichte banen voor (in 2024) circa 1100 leden.
Anders dan de meeste verenigingen huurt zij het terrein niet van de gemeente, maar van een particuliere verhuurder. Hiermee hangt ook samen dat het terrein in de winter een andere pachter heeft: Vondelpark Wintertennis. 